# Ruta 702 (Costa Rica)
La Ruta 702, es una ruta nacional de Costa Rica ubicada en la provincia de Alajuela.
El nombre oficial deRuta Nacional Terciaria 702fue bautizada en honor al Dr Juan Guillermo Ortíz Guier quien es un Benemérito de la Patria por aportes al sistema hospitaliario de Costa Rica

## Descripción
Su trazado inicia en la ciudad de San Ramón en el cruce de la ruta nacional 702 y la Avenida 11 de la ciudad donde se ubica el Hospital Carlos Luis Valverde Vega para enrrumbarse hacia el norte del cantón ramonense.
En la provincia de Alajuela, la ruta atraviesa el cantón de San Ramón (los distritos de San Ramón, Piedades Norte, Ángeles, Peñas Blancas, San Lorenzo), el cantón de San Carlos (los distritos de  La Fortuna,  La Tigra).